# Ryszard Lubicz
Ryszard Lubicz (ur. 1959, zm. 22 lutego 2012) – fikcyjna postać, jeden z głównych bohaterów występujących w polskim serialu telewizyjnym Klan, grany przez Piotra Cyrwusa od początku produkcji w 1997 do 2012.

## Fikcyjny życiorys
Był drugim synem Marii (Halina Dobrowolska) i Władysława Lubiczów (Zygmunt Kęstowicz), bratem Elżbiety Chojnickiej (Barbara Bursztynowicz), Pawła Lubicza (Tomasz Stockinger), Moniki Ross (Izabela Trojanowska) i Doroty Lubicz (Agnieszka Wosińska).
Mieszkał wraz z żoną Grażynką (Małgorzata Ostrowska-Królikowska) – pielęgniarką, i trójką dzieci, adoptowanymi Maćkiem i Bożenką (Piotr Swend, Agnieszka Kaczorowska) oraz Kasią (Julia Królikowska), jedynym biologicznym dzieckiem. Przez prawie dziesięć lat wykonywał zawód taksówkarza w jednej z prywatnych korporacji. W odróżnieniu od reszty rodzeństwa nigdy nie ukończył studiów wyższych. W 2008 doznał udaru mózgu i od tego czasu zmagał się z częściowym niedowładem. Początkowo pracował w osiedlowej administracji, ale przez niedowład ręki musiał zmienić pracę.
Jego najbliższym przyjacielem był Mariusz Kwarc (Mariusz Krzemiński).

## Śmierć
W 2233. odcinku emitowanym 20 lutego 2012 roku Ryszard Lubicz w czasie malowania sufitu u swojego klienta doznaje zawału serca. Dzięki bardzo szybkiej interwencji klienta, Lubiczowi udaje się przeżyć. W ciągu następnych dni rekonwalescencji powoli odzyskuje sprawność. Jednak w 2235. odcinku wyświetlanym w środę, 22 lutego 2012 roku, natrafił na złodziei w szpitalnej sali. W trakcie szarpaniny z przestępcą został odepchnięty i uderzył głową o podłogę. Kilka minut później współtowarzysze Ryszarda z sali znaleźli go martwego. Śmierć nastąpiła natychmiast po upadku, wskutek urazu czaszkowo-mózgowego i śmierci pnia mózgu. Przed śmiercią Ryszard Lubicz zgodził się oddać swoje organy do przeszczepów.

### Znaczenie
Organy bohatera zostały oddane do przeszczepu, gdyż producenci chcieli w ten sposób zwrócić uwagę na to, jak ważne jest świadome oddawanie organów i zachęcić innych do tego kroku.

Klan jest jednym z niewielu seriali z misją. Dlatego z chwilą, gdy zdecydowałem się przyjąć etat w Teatrze Polskim w Warszawie i zakończyć swoją pracę na planie, wspólnie z producentami i scenarzystami intensywnie zastanawialiśmy się jak sprawić, żeby śmierć mojego bohatera nie poszła na marne. [Piotr Cyrwus, 2012]

Aktor, odchodząc z serialu, chciał również wyjść z „serialowej szufladki” i zmienić swój wizerunek.

## Odbiór
Ryszard Lubicz był uznawany z jednej strony za postać nudną, pantoflarza i ofiarę losu, z drugiej za przykładnego męża i ojca. Stał się kultową postacią m.in. internetu, gdzie poprzez swoją nieporadność stanowił inspirację do różnych żartów i drwin, został także bohaterem wielu memów. Używany przez niego zwrot: „dzieci umyjcie rączki”, wyrażający ojcowską miłość, znalazł stałe miejsce w kulturze popularnej. W 2009 znalazł się w „serialowej jedenastce marzeń (edycja polska)” sporządzonej przez serwis Sport.pl.
W opinii „Tele Magazynu” historia Lubicza wpisała się „na karty historii polskiej telewizji i internetu”. Odcinek, w którym zmarł bohater, oglądało 4,2 mln widzów.
W 2017 portal Interia.pl zwrócił uwagę, iż mimo upływu 5 lat od odejścia bohatera, w świadomości wielu osób Piotr Cyrwus nadal pozostaje obecny jako „Rysiek z Klanu”.